# Bjärreds IF
Bjärreds IF är en fotbollsförening från Bjärred i sydvästra Skåne. Klubben bildades 1932 och herrlaget spelar i division 4.
Klubben anordnar under maj månad BIF-cupen som är öppen för pojkar mellan 7 och 14 år.
Kända spelare från klubben är Patrik Andersson, Daniel Andersson och Robin Wikman.